# Hrabstwo Greene (Arkansas)

Piramida wieku hrabstwa

Hrabstwo Greene – hrabstwo w USA, w stanie Arkansas. Według danych z 2010 roku, hrabstwo zamieszkiwało 42090 osób.

## Miejscowości
- Delaplaine
- Lafe
- Marmaduke
- Oak Grove Heights
- Paragould